# Collegio elettorale di Messina (Regno d'Italia)
Il collegio elettorale di Messina (o di Messina I) è stato un collegio elettorale uninominale e di lista del Regno d'Italia per l'elezione della Camera dei deputati.

## Storia
Il collegio uninominale venne istituito, insieme ad altri 442, tramite regio decreto 17 dicembre 1860, n. 4513.
Successivamente divenne collegio plurinominale tramite regio decreto 24 settembre 1882, n. 999, in seguito alla riforma che stabilì complessivamente 135 collegi elettorali.
Tornò poi ad essere un collegio uninominale tramite regio decreto 14 giugno 1891, n. 280, in seguito alla riforma che stabilì complessivamente 508 collegi elettorali.
In seguito divenne un collegio con scrutinio di lista con sistema proporzionale tramite regio decreto 10 settembre 1919, n. 1576, in seguito alla riforma che definì 54 collegi elettorali.
Fu soppresso nel 1921 in seguito alla riforma che definì 40 collegi elettorali.
| Legislature           | VIII | IX   | X    | XI   | XII  | XIII | XIV  | XV   | XVI  | XVII | XVIII | XIX  | XX   | XXI  | XXII | XXIII | XXIV | XXV  | XXVI | XXVII | XXVIII | XXIX | XXX  |
| --------------------- | ---- | ---- | ---- | ---- | ---- | ---- | ---- | ---- | ---- | ---- | ----- | ---- | ---- | ---- | ---- | ----- | ---- | ---- | ---- | ----- | ------ | ---- | ---- |
| Elezioni              | 1861 | 1865 | 1867 | 1870 | 1874 | 1876 | 1880 | 1882 | 1886 | 1890 | 1892  | 1895 | 1897 | 1900 | 1904 | 1909  | 1913 | 1919 | 1921 | 1924  | 1929   | 1934 | 1939 |
| Deputati nel collegio | 1    | 1    | 1    | 1    | 1    | 1    | 1    | 4    | 4    | 4    | 1     | 1    | 1    | 1    | 1    | 1     | 1    | 8    |      |       |        |      |      |
|                       |      |      |      |      |      |      |      |      |      |      |       |      |      |      |      |       |      |      |      |       |        |      |      |
| Totale eletti         | 443  | 493  | 493  | 508  | 508  | 508  | 508  | 508  | 508  | 508  | 508   | 508  | 508  | 508  | 508  | 508   | 508  | 508  | 535  | 535   | 400    | 400  |      |
| Numero collegi        | 443  | 493  | 493  | 508  | 508  | 508  | 508  | 135  | 135  | 135  | 508   | 508  | 508  | 508  | 508  | 508   | 508  | 54   | 40   | 15    | 1      | 1    |      |

## Territorio
Nel 1919 Messina divenne capoluogo del collegio comprendente l'intera provincia; nel 1921 la provincia fu inglobata nel collegio di Catania.

## Dati elettorali
Nel collegio si svolsero elezioni per diciotto legislature.

### VIII legislatura
Le votazioni si svolsero in 443 collegi uninominali a doppio turno. Come previsto dalla legge elettorale del 17 dicembre 1860, era eletto al primo turno il candidato che «riunisce in suo favore più del terzo dei voti del total numero dei membri componenti il collegio e più della metà dei suffragi dati dai votanti presenti all'adunanza» (art. 91). Se nessun candidato era eletto, al ballottaggio tra i due candidati con più voti era eletto chi otteneva il maggior numero di voti (art. 92) o, in caso di ugual numero di voti, il maggiore d'età (art. 93).
| Partito                            | Partito                            | Candidato                          | Risultati 27 gennaio 1861 | Risultati 27 gennaio 1861 |
| Partito                            | Partito                            | Candidato                          | Voti                      | %                         |
| ---------------------------------- | ---------------------------------- | ---------------------------------- | ------------------------- | ------------------------- |
|                                    | —                                  | Giuseppe Natoli                    | 427                       | 57,94                     |
|                                    | —                                  | Giovanni Interdonato               | 310                       | 42,06                     |
|                                    |                                    |                                    |                           |                           |
| Iscritti                           | Iscritti                           | Iscritti                           | 1 161                     | 100,00                    |
| ↳ Votanti (% su iscritti)          | ↳ Votanti (% su iscritti)          | ↳ Votanti (% su iscritti)          | 764                       | 65,81                     |
| ↳ Voti validi (% su votanti)       | ↳ Voti validi (% su votanti)       | ↳ Voti validi (% su votanti)       | 737                       | 96,47                     |
| ↳ Schede non valide (% su votanti) | ↳ Schede non valide (% su votanti) | ↳ Schede non valide (% su votanti) | 27                        | 3,53                      |
| ↳ Astenuti (% su iscritti)         | ↳ Astenuti (% su iscritti)         | ↳ Astenuti (% su iscritti)         | 397                       | 34,19                     |

L'onorevole Natoli decadde dalla carica perché fu nominato ministro dell'agricoltura, industria e commercio il 22 marzo 1861. Fu indetta un'elezione suppletiva per il 21 aprile 1861.
| Partito                            | Partito                            | Candidato                          | Primo turno 21 aprile 1861 | Primo turno 21 aprile 1861 | Ballottaggio 28 aprile 1861 | Ballottaggio 28 aprile 1861 |
| Partito                            | Partito                            | Candidato                          | Voti                       | %                          | Voti                        | %                           |
| ---------------------------------- | ---------------------------------- | ---------------------------------- | -------------------------- | -------------------------- | --------------------------- | --------------------------- |
|                                    | —                                  | Giuseppe Natoli                    | 260                        | 63,57                      | 391                         | 68,84                       |
|                                    | —                                  | Emanuele Pancaldo                  | 149                        | 36,43                      | 177                         | 31,16                       |
|                                    |                                    |                                    |                            |                            |                             |                             |
| Iscritti                           | Iscritti                           | Iscritti                           | 1 112                      | 100,00                     | 1 112                       | 100,00                      |
| ↳ Votanti (% su iscritti)          | ↳ Votanti (% su iscritti)          | ↳ Votanti (% su iscritti)          | 445                        | 40,02                      | 576                         | 51,80                       |
| ↳ Voti validi (% su votanti)       | ↳ Voti validi (% su votanti)       | ↳ Voti validi (% su votanti)       | 409                        | 91,91                      | 568                         | 98,61                       |
| ↳ Schede non valide (% su votanti) | ↳ Schede non valide (% su votanti) | ↳ Schede non valide (% su votanti) | 36                         | 8,09                       | 8                           | 1,39                        |
| ↳ Astenuti (% su iscritti)         | ↳ Astenuti (% su iscritti)         | ↳ Astenuti (% su iscritti)         | 667                        | 59,98                      | 536                         | 48,20                       |

L'onorevole Natoli decadde dalla carica perché fu nominato governatore a Brescia il 10 luglio 1861. Fu indetta un'elezione suppletiva per il 22 settembre 1861,
| Partito                            | Partito                            | Candidato                          | Primo turno 22 settembre 1861 | Primo turno 22 settembre 1861 | Ballottaggio 29 settembre 1861 | Ballottaggio 29 settembre 1861 |
| Partito                            | Partito                            | Candidato                          | Voti                          | %                             | Voti                           | %                              |
| ---------------------------------- | ---------------------------------- | ---------------------------------- | ----------------------------- | ----------------------------- | ------------------------------ | ------------------------------ |
|                                    | —                                  | Emanuele Pancaldo                  | 229                           | 47,61                         | 355                            | 54,03                          |
|                                    | —                                  | Sebastiano Lella                   | 252                           | 52,39                         | 302                            | 45,97                          |
|                                    |                                    |                                    |                               |                               |                                |                                |
| Iscritti                           | Iscritti                           | Iscritti                           | 1 165                         | 100,00                        | 1 165                          | 100,00                         |
| ↳ Votanti (% su iscritti)          | ↳ Votanti (% su iscritti)          | ↳ Votanti (% su iscritti)          | 531                           | 45,58                         | 661                            | 56,74                          |
| ↳ Voti validi (% su votanti)       | ↳ Voti validi (% su votanti)       | ↳ Voti validi (% su votanti)       | 481                           | 90,58                         | 657                            | 99,39                          |
| ↳ Schede non valide (% su votanti) | ↳ Schede non valide (% su votanti) | ↳ Schede non valide (% su votanti) | 50                            | 9,42                          | 4                              | 0,61                           |
| ↳ Astenuti (% su iscritti)         | ↳ Astenuti (% su iscritti)         | ↳ Astenuti (% su iscritti)         | 634                           | 54,42                         | 504                            | 43,26                          |

L’onorevole Pancaldi si dimise il 1° aprile 1865. Il collegio non fu riconvocato.

### IX legislatura.
Le votazioni si svolsero in 493 collegi uninominali a doppio turno con la stessa normativa precedente (al primo turno un numero di voti maggiore di un terzo degli iscritti al voto).
| Partito                            | Partito                            | Candidato                          | Primo turno 22 ottobre 1865 | Primo turno 22 ottobre 1865 | Ballottaggio 29 ottobre 1865 | Ballottaggio 29 ottobre 1865 |
| Partito                            | Partito                            | Candidato                          | Voti                        | %                           | Voti                         | %                            |
| ---------------------------------- | ---------------------------------- | ---------------------------------- | --------------------------- | --------------------------- | ---------------------------- | ---------------------------- |
|                                    | —                                  | Nicola Fabrizi                     | 329                         | 49,47                       | 462                          | 94,48                        |
|                                    | —                                  | Giuseppe Cianciafara               | 167                         | 25,11                       | 27                           | 5,52                         |
|                                    | —                                  | Giacomo Longo                      | 86                          | 12,93                       |                              |                              |
|                                    | —                                  | Stefano Sampol                     | 83                          | 12,48                       |                              |                              |
|                                    |                                    |                                    |                             |                             |                              |                              |
| Iscritti                           | Iscritti                           | Iscritti                           | 1 262                       | 100,00                      | 1 262                        | 100,00                       |
| ↳ Votanti (% su iscritti)          | ↳ Votanti (% su iscritti)          | ↳ Votanti (% su iscritti)          | 727                         | 57,61                       | 510                          | 40,41                        |
| ↳ Voti validi (% su votanti)       | ↳ Voti validi (% su votanti)       | ↳ Voti validi (% su votanti)       | 665                         | 91,47                       | 489                          | 95,88                        |
| ↳ Schede non valide (% su votanti) | ↳ Schede non valide (% su votanti) | ↳ Schede non valide (% su votanti) | 62                          | 8,53                        | 21                           | 4,12                         |
| ↳ Astenuti (% su iscritti)         | ↳ Astenuti (% su iscritti)         | ↳ Astenuti (% su iscritti)         | 535                         | 42,39                       | 752                          | 59,59                        |

L'onorevole Fabrizi optò per il I collegio di Modena ii 4 dicembre 1865. Fu indetta un'elezione suppletiva per il 7 gennaio 1866.
| Partito                            | Partito                            | Candidato                          | Primo turno 7 gennaio 1866 | Primo turno 7 gennaio 1866 | Ballottaggio 14 gennaio 1866 | Ballottaggio 14 gennaio 1866 |
| Partito                            | Partito                            | Candidato                          | Voti                       | %                          | Voti                         | %                            |
| ---------------------------------- | ---------------------------------- | ---------------------------------- | -------------------------- | -------------------------- | ---------------------------- | ---------------------------- |
|                                    | —                                  | Saverio Friscia                    | 378                        | 63,74                      | 507                          | 65,25                        |
|                                    | —                                  | Giacomo Longo                      | 215                        | 36,26                      | 270                          | 34,75                        |
|                                    |                                    |                                    |                            |                            |                              |                              |
| Iscritti                           | Iscritti                           | Iscritti                           | 1 253                      | 100,00                     | 1 253                        | 100,00                       |
| ↳ Votanti (% su iscritti)          | ↳ Votanti (% su iscritti)          | ↳ Votanti (% su iscritti)          | 604                        | 48,20                      | 787                          | 62,81                        |
| ↳ Voti validi (% su votanti)       | ↳ Voti validi (% su votanti)       | ↳ Voti validi (% su votanti)       | 593                        | 98,18                      | 777                          | 98,73                        |
| ↳ Schede non valide (% su votanti) | ↳ Schede non valide (% su votanti) | ↳ Schede non valide (% su votanti) | 11                         | 1,82                       | 10                           | 1,27                         |
| ↳ Astenuti (% su iscritti)         | ↳ Astenuti (% su iscritti)         | ↳ Astenuti (% su iscritti)         | 649                        | 51,80                      | 466                          | 37,19                        |

L'onorevole Friscia optò per il II collegio di Palermo il 31 gennaio 1866. Fu indetta un'elezione suppletiva per il 18 febbraio 1866.
| Partito                            | Partito                            | Candidato                          | Primo turno 18 febbraio 1866 | Primo turno 18 febbraio 1866 | Ballottaggio 25 febbraio 1866 | Ballottaggio 25 febbraio 1866 |
| Partito                            | Partito                            | Candidato                          | Voti                         | %                            | Voti                          | %                             |
| ---------------------------------- | ---------------------------------- | ---------------------------------- | ---------------------------- | ---------------------------- | ----------------------------- | ----------------------------- |
|                                    | —                                  | Giuseppe Mazzini                   | 313                          | 50,40                        | 476                           | 55,28                         |
|                                    | —                                  | Michelangelo Bottari               | 177                          | 28,50                        | 385                           | 44,72                         |
|                                    | —                                  | Salvatore Sant'Antonio             | 131                          | 21,10                        |                               |                               |
|                                    |                                    |                                    |                              |                              |                               |                               |
| Iscritti                           | Iscritti                           | Iscritti                           | 1 269                        | 100,00                       | 1 269                         | 100,00                        |
| ↳ Votanti (% su iscritti)          | ↳ Votanti (% su iscritti)          | ↳ Votanti (% su iscritti)          | 648                          | 51,06                        | 874                           | 68,87                         |
| ↳ Voti validi (% su votanti)       | ↳ Voti validi (% su votanti)       | ↳ Voti validi (% su votanti)       | 621                          | 95,83                        | 861                           | 98,51                         |
| ↳ Schede non valide (% su votanti) | ↳ Schede non valide (% su votanti) | ↳ Schede non valide (% su votanti) | 27                           | 4,17                         | 13                            | 1,49                          |
| ↳ Astenuti (% su iscritti)         | ↳ Astenuti (% su iscritti)         | ↳ Astenuti (% su iscritti)         | 621                          | 48,94                        | 395                           | 31,13                         |

Nella tornata del 21 marzo 1866, l'onorevole De Filippo, a nome dell'ufficio incaricato di riferire su questa elezione, propose l’annullamento dell'elezione dell'onorevole Mazzini, per gli effetti giuridici della sentenza di morte e di perdita dei diritti civili e politici, pronunziata contro lo stesso Mazzini dalla Corte d'appello di Genova il 20 ottobre 1858, per l'accusa di rivoluzione ed atti di esecuzione della cospirazione che si tentò di porre in atto la sera del 29 giugno 1857 in Genova, avendo a tale scopo tenuto segrete riunioni e convegni, preparato armi e munizioni da guerra e formato bande armate, una delle quali invase il forte del Diamante ed uccise il sergente capo posto e l'attentato aveva lo scopo  di cambiare e distruggere il Governo legittimo dello Stato e costituirne un altro. La discussione sopra queste conclusioni dell'ufficio si fece viva e si protrasse alla seguente tornata del 22 marzo in cui la Camera, per appello nominale, approvò le conclusioni dell'ufficio e annullò la elezione (votarono in favore 191, contro 107, si astennero 4). Fu indetta un'elezione suppletiva per il 29 aprile 1866.
| Partito                            | Partito                            | Candidato                          | Primo turno 29 aprile 1866 | Primo turno 29 aprile 1866 | Ballottaggio 6 maggio 1866 | Ballottaggio 6 maggio 1866 |
| Partito                            | Partito                            | Candidato                          | Voti                       | %                          | Voti                       | %                          |
| ---------------------------------- | ---------------------------------- | ---------------------------------- | -------------------------- | -------------------------- | -------------------------- | -------------------------- |
|                                    | —                                  | Giuseppe Mazzini                   | 199                        | 42,16                      | 329                        | 61,84                      |
|                                    | —                                  | Alberto Rivera                     | 173                        | 36,65                      | 203                        | 38,16                      |
|                                    | —                                  | Giacomo Manzoni                    | 51                         | 10,81                      |                            |                            |
|                                    | —                                  | Stefano Sampol                     | 49                         | 10,38                      |                            |                            |
|                                    |                                    |                                    |                            |                            |                            |                            |
| Iscritti                           | Iscritti                           | Iscritti                           | 1 271                      | 100,00                     | 1 271                      | 100,00                     |
| ↳ Votanti (% su iscritti)          | ↳ Votanti (% su iscritti)          | ↳ Votanti (% su iscritti)          | 509                        | 40,05                      | 541                        | 42,56                      |
| ↳ Voti validi (% su votanti)       | ↳ Voti validi (% su votanti)       | ↳ Voti validi (% su votanti)       | 472                        | 92,73                      | 532                        | 98,34                      |
| ↳ Schede non valide (% su votanti) | ↳ Schede non valide (% su votanti) | ↳ Schede non valide (% su votanti) | 37                         | 7,27                       | 9                          | 1,66                       |
| ↳ Astenuti (% su iscritti)         | ↳ Astenuti (% su iscritti)         | ↳ Astenuti (% su iscritti)         | 762                        | 59,95                      | 730                        | 57,44                      |

Nella tornata del 18 giugno 1866 l'onorevole Federico Seismit-Doda, quale relatore dell'ufficio, proponeva la convalidazione dell'elezione di Mazzini in nome della concordia e delle mutate condizioni politiche del paese. La Camera, dopo viva discussione, con appello nominale respinse le conclusioni dell'ufficio e annullò l'elezione (risposero no 146, sì 45, si astennero 4). Fu indetta un'elezione suppletiva per il 16 sdettembre 1866
| Partito                            | Partito                            | Candidato                          | Primo turno 16 settembre 1866 | Primo turno 16 settembre 1866 | Ballottaggio 23 settembre 1866 | Ballottaggio 23 settembre 1866 |
| Partito                            | Partito                            | Candidato                          | Voti                          | %                             | Voti                           | %                              |
| ---------------------------------- | ---------------------------------- | ---------------------------------- | ----------------------------- | ----------------------------- | ------------------------------ | ------------------------------ |
|                                    | —                                  | Giuseppe Mazzini                   | 258                           | 87,16                         | 281                            | 88,09                          |
|                                    | —                                  | Giacomo Medici                     | 38                            | 12,84                         | 38                             | 11,91                          |
|                                    |                                    |                                    |                               |                               |                                |                                |
| Iscritti                           | Iscritti                           | Iscritti                           | 1 341                         | 100,00                        | 1 341                          | 100,00                         |
| ↳ Votanti (% su iscritti)          | ↳ Votanti (% su iscritti)          | ↳ Votanti (% su iscritti)          | 317                           | 23,64                         | 323                            | 24,09                          |
| ↳ Voti validi (% su votanti)       | ↳ Voti validi (% su votanti)       | ↳ Voti validi (% su votanti)       | 296                           | 93,38                         | 319                            | 98,76                          |
| ↳ Schede non valide (% su votanti) | ↳ Schede non valide (% su votanti) | ↳ Schede non valide (% su votanti) | 21                            | 6,62                          | 4                              | 1,24                           |
| ↳ Astenuti (% su iscritti)         | ↳ Astenuti (% su iscritti)         | ↳ Astenuti (% su iscritti)         | 1 024                         | 76,36                         | 1 018                          | 75,91                          |

Fu convalidata l'elezione il 18 dicembre 1866. Nella tornata dell'11 febbraio 1867 la Camera prese atto delle dimissioni offerte dall'onorevole Mazzini. Non seguì altra elezione.

### X legislatura
Le votazioni si svolsero in 493 collegi uninominali a doppio turno con la stessa normativa precedente (al primo turno un numero di voti maggiore di un terzo degli iscritti al voto).
| Partito                            | Partito                            | Candidato                          | Primo turno 10 marzo 1867 | Primo turno 10 marzo 1867 | Ballottaggio 17 marzo 1867 | Ballottaggio 17 marzo 1867 |
| Partito                            | Partito                            | Candidato                          | Voti                      | %                         | Voti                       | %                          |
| ---------------------------------- | ---------------------------------- | ---------------------------------- | ------------------------- | ------------------------- | -------------------------- | -------------------------- |
|                                    | —                                  | Vincenzo Picardi                   | 410                       | 72,95                     | 445                        | 56,62                      |
|                                    | —                                  | Giuseppe Mazzini                   | 152                       | 27,05                     | 341                        | 43,38                      |
|                                    |                                    |                                    |                           |                           |                            |                            |
| Iscritti                           | Iscritti                           | Iscritti                           | 1 310                     | 100,00                    | 1 310                      | 100,00                     |
| ↳ Votanti (% su iscritti)          | ↳ Votanti (% su iscritti)          | ↳ Votanti (% su iscritti)          | 586                       | 44,73                     | 801                        | 61,15                      |
| ↳ Voti validi (% su votanti)       | ↳ Voti validi (% su votanti)       | ↳ Voti validi (% su votanti)       | 562                       | 95,90                     | 786                        | 98,13                      |
| ↳ Schede non valide (% su votanti) | ↳ Schede non valide (% su votanti) | ↳ Schede non valide (% su votanti) | 24                        | 4,10                      | 15                         | 1,87                       |
| ↳ Astenuti (% su iscritti)         | ↳ Astenuti (% su iscritti)         | ↳ Astenuti (% su iscritti)         | 724                       | 55,27                     | 509                        | 38,85                      |

L'onorevole Picardi si dimise il 7 dicembre 1867 e fu indetta un'elezione suppletiva per il 22 dicembre 1867.
| Partito                            | Partito                            | Candidato                          | Primo turno 22 dicembre 1867 | Primo turno 22 dicembre 1867 | Ballottaggio 29 dicembre 1867 | Ballottaggio 29 dicembre 1867 |
| Partito                            | Partito                            | Candidato                          | Voti                         | %                            | Voti                          | %                             |
| ---------------------------------- | ---------------------------------- | ---------------------------------- | ---------------------------- | ---------------------------- | ----------------------------- | ----------------------------- |
|                                    | —                                  | Michele Bottari                    | 192                          | 75,29                        | 293                           | 59,31                         |
|                                    | —                                  | Emilio CIpriani                    | 63                           | 24,71                        | 201                           | 40,69                         |
|                                    |                                    |                                    |                              |                              |                               |                               |
| Iscritti                           | Iscritti                           | Iscritti                           | 1 339                        | 100,00                       | 1 339                         | 100,00                        |
| ↳ Votanti (% su iscritti)          | ↳ Votanti (% su iscritti)          | ↳ Votanti (% su iscritti)          | 293                          | 21,88                        | 511                           | 38,16                         |
| ↳ Voti validi (% su votanti)       | ↳ Voti validi (% su votanti)       | ↳ Voti validi (% su votanti)       | 255                          | 87,03                        | 494                           | 96,67                         |
| ↳ Schede non valide (% su votanti) | ↳ Schede non valide (% su votanti) | ↳ Schede non valide (% su votanti) | 38                           | 12,97                        | 17                            | 3,33                          |
| ↳ Astenuti (% su iscritti)         | ↳ Astenuti (% su iscritti)         | ↳ Astenuti (% su iscritti)         | 1 046                        | 78,12                        | 828                           | 61,84                         |

### XI legislatura
Le votazioni si svolsero in 508 collegi uninominali a doppio turno con la normativa del 1860 (al primo turno un numero di voti maggiore di un terzo degli iscritti al voto).
| Partito                            | Partito                            | Candidato                          | Primo turno 20 novembre 1870 | Primo turno 20 novembre 1870 | Ballottaggio 27 novembre 1870 | Ballottaggio 27 novembre 1870 |
| Partito                            | Partito                            | Candidato                          | Voti                         | %                            | Voti                          | %                             |
| ---------------------------------- | ---------------------------------- | ---------------------------------- | ---------------------------- | ---------------------------- | ----------------------------- | ----------------------------- |
|                                    | —                                  | Paolo La Spada                     | 375                          | 72,96                        | 464                           | 78,11                         |
|                                    | —                                  | Michelangelo Bottari               | 139                          | 27,04                        | 130                           | 21,89                         |
|                                    |                                    |                                    |                              |                              |                               |                               |
| Iscritti                           | Iscritti                           | Iscritti                           | 1 325                        | 100,00                       | 1 325                         | 100,00                        |
| ↳ Votanti (% su iscritti)          | ↳ Votanti (% su iscritti)          | ↳ Votanti (% su iscritti)          | 575                          | 43,40                        | 604                           | 45,58                         |
| ↳ Voti validi (% su votanti)       | ↳ Voti validi (% su votanti)       | ↳ Voti validi (% su votanti)       | 514                          | 89,39                        | 594                           | 98,34                         |
| ↳ Schede non valide (% su votanti) | ↳ Schede non valide (% su votanti) | ↳ Schede non valide (% su votanti) | 61                           | 10,61                        | 10                            | 1,66                          |
| ↳ Astenuti (% su iscritti)         | ↳ Astenuti (% su iscritti)         | ↳ Astenuti (% su iscritti)         | 750                          | 56,60                        | 721                           | 54,42                         |

### XII legislatura
Le votazioni si svolsero in 508 collegi uninominali a doppio turno con la normativa del 1860 (al primo turno un numero di voti maggiore di un terzo degli iscritti al voto).
| Partito                            | Partito                            | Candidato                          | Primo turno 8 novembre 1874 | Primo turno 8 novembre 1874 | Ballottaggio 15 novembre 1874 | Ballottaggio 15 novembre 1874 |
| Partito                            | Partito                            | Candidato                          | Voti                        | %                           | Voti                          | %                             |
| ---------------------------------- | ---------------------------------- | ---------------------------------- | --------------------------- | --------------------------- | ----------------------------- | ----------------------------- |
|                                    | —                                  | Paolo La Spada                     | 317                         | 58,27                       | 486                           | 59,71                         |
|                                    | —                                  | Gaetano Chirico                    | 227                         | 41,73                       | 328                           | 40,29                         |
|                                    |                                    |                                    |                             |                             |                               |                               |
| Iscritti                           | Iscritti                           | Iscritti                           | 1 304                       | 100,00                      | 1 304                         | 100,00                        |
| ↳ Votanti (% su iscritti)          | ↳ Votanti (% su iscritti)          | ↳ Votanti (% su iscritti)          | 591                         | 45,32                       | 827                           | 63,42                         |
| ↳ Voti validi (% su votanti)       | ↳ Voti validi (% su votanti)       | ↳ Voti validi (% su votanti)       | 544                         | 92,05                       | 814                           | 98,43                         |
| ↳ Schede non valide (% su votanti) | ↳ Schede non valide (% su votanti) | ↳ Schede non valide (% su votanti) | 47                          | 7,95                        | 13                            | 1,57                          |
| ↳ Astenuti (% su iscritti)         | ↳ Astenuti (% su iscritti)         | ↳ Astenuti (% su iscritti)         | 713                         | 54,68                       | 477                           | 36,58                         |

L'onorevole La Spada si dimise il 9 marzo 1876 e fu indetta un'elezione suppletiva per il 2 aprile 1876.
| Partito                            | Partito                            | Candidato                          | Primo turno 2 aprile 1876 | Primo turno 2 aprile 1876 | Ballottaggio 9 aprile 1876 | Ballottaggio 9 aprile 1876 |
| Partito                            | Partito                            | Candidato                          | Voti                      | %                         | Voti                       | %                          |
| ---------------------------------- | ---------------------------------- | ---------------------------------- | ------------------------- | ------------------------- | -------------------------- | -------------------------- |
|                                    | —                                  | Vincenzo Picardi                   | 312                       | 96,89                     | 297                        | 97,06                      |
|                                    | —                                  | Francesco Faranda                  | 10                        | 3,11                      | 9                          | 2,94                       |
|                                    |                                    |                                    |                           |                           |                            |                            |
| Iscritti                           | Iscritti                           | Iscritti                           | 1 333                     | 100,00                    | 1 333                      | 100,00                     |
| ↳ Votanti (% su iscritti)          | ↳ Votanti (% su iscritti)          | ↳ Votanti (% su iscritti)          | 336                       | 25,21                     | 308                        | 23,11                      |
| ↳ Voti validi (% su votanti)       | ↳ Voti validi (% su votanti)       | ↳ Voti validi (% su votanti)       | 322                       | 95,83                     | 306                        | 99,35                      |
| ↳ Schede non valide (% su votanti) | ↳ Schede non valide (% su votanti) | ↳ Schede non valide (% su votanti) | 14                        | 4,17                      | 2                          | 0,65                       |
| ↳ Astenuti (% su iscritti)         | ↳ Astenuti (% su iscritti)         | ↳ Astenuti (% su iscritti)         | 997                       | 74,79                     | 1 025                      | 76,89                      |

### XIII legislatura
Le votazioni si svolsero in 508 collegi uninominali a doppio turno con la normativa del 1860 (al primo turno un numero di voti maggiore di un terzo degli iscritti al voto).
| Partito                            | Partito                            | Candidato                          | Risultati 3 novembre 1876 | Risultati 3 novembre 1876 |
| Partito                            | Partito                            | Candidato                          | Voti                      | %                         |
| ---------------------------------- | ---------------------------------- | ---------------------------------- | ------------------------- | ------------------------- |
|                                    | —                                  | Luigi Pellegrino                   | 556                       | 69,94                     |
|                                    | —                                  | Vincenzo Picardi                   | 239                       | 30,06                     |
|                                    |                                    |                                    |                           |                           |
| Iscritti                           | Iscritti                           | Iscritti                           | 1 357                     | 100,00                    |
| ↳ Votanti (% su iscritti)          | ↳ Votanti (% su iscritti)          | ↳ Votanti (% su iscritti)          | 816                       | 60,13                     |
| ↳ Voti validi (% su votanti)       | ↳ Voti validi (% su votanti)       | ↳ Voti validi (% su votanti)       | 795                       | 97,43                     |
| ↳ Schede non valide (% su votanti) | ↳ Schede non valide (% su votanti) | ↳ Schede non valide (% su votanti) | 21                        | 2,57                      |
| ↳ Astenuti (% su iscritti)         | ↳ Astenuti (% su iscritti)         | ↳ Astenuti (% su iscritti)         | 541                       | 39,87                     |

L'onorevole Pellegino fu sorteggiato per eccedenza nella categoria dei deputati professori il 12 marzo 1877. Fu indetta un'elezione suppletiva per l'8 aprile 1877.
| Partito                            | Partito                            | Candidato                          | Risultati 8 aprile 1877 | Risultati 8 aprile 1877 |
| Partito                            | Partito                            | Candidato                          | Voti                    | %                       |
| ---------------------------------- | ---------------------------------- | ---------------------------------- | ----------------------- | ----------------------- |
|                                    | —                                  | Luigi Pellegrino                   | 550                     | 62,15                   |
|                                    | —                                  | VIncenzo Picardi                   | 335                     | 37,85                   |
|                                    |                                    |                                    |                         |                         |
| Iscritti                           | Iscritti                           | Iscritti                           | 1 352                   | 100,00                  |
| ↳ Votanti (% su iscritti)          | ↳ Votanti (% su iscritti)          | ↳ Votanti (% su iscritti)          | 901                     | 66,64                   |
| ↳ Voti validi (% su votanti)       | ↳ Voti validi (% su votanti)       | ↳ Voti validi (% su votanti)       | 885                     | 98,22                   |
| ↳ Schede non valide (% su votanti) | ↳ Schede non valide (% su votanti) | ↳ Schede non valide (% su votanti) | 16                      | 1,78                    |
| ↳ Astenuti (% su iscritti)         | ↳ Astenuti (% su iscritti)         | ↳ Astenuti (% su iscritti)         | 451                     | 33,36                   |

### XIV legislatura
Le votazioni si svolsero in 508 collegi uninominali a doppio turno con la normativa del 1860 (al primo turno un numero di voti maggiore di un terzo degli iscritti al voto).
| Partito                            | Partito                            | Candidato                          | Primo turno 16 maggio 1880 | Primo turno 16 maggio 1880 | Ballottaggio 23 maggio 1880 | Ballottaggio 23 maggio 1880 |
| Partito                            | Partito                            | Candidato                          | Voti                       | %                          | Voti                        | %                           |
| ---------------------------------- | ---------------------------------- | ---------------------------------- | -------------------------- | -------------------------- | --------------------------- | --------------------------- |
|                                    | —                                  | Luigi Pellegrino                   | 391                        | 74,62                      | 515                         | 75,07                       |
|                                    | —                                  | Gaetano Chirico                    | 133                        | 25,38                      | 171                         | 24,93                       |
|                                    |                                    |                                    |                            |                            |                             |                             |
| Iscritti                           | Iscritti                           | Iscritti                           | 1 204                      | 100,00                     | 1 204                       | 100,00                      |
| ↳ Votanti (% su iscritti)          | ↳ Votanti (% su iscritti)          | ↳ Votanti (% su iscritti)          | 547                        | 45,43                      | 693                         | 57,56                       |
| ↳ Voti validi (% su votanti)       | ↳ Voti validi (% su votanti)       | ↳ Voti validi (% su votanti)       | 524                        | 95,80                      | 686                         | 98,99                       |
| ↳ Schede non valide (% su votanti) | ↳ Schede non valide (% su votanti) | ↳ Schede non valide (% su votanti) | 23                         | 4,20                       | 7                           | 1,01                        |
| ↳ Astenuti (% su iscritti)         | ↳ Astenuti (% su iscritti)         | ↳ Astenuti (% su iscritti)         | 657                        | 54,57                      | 511                         | 42,44                       |

### XV legislatura
Le votazioni si svolsero in 135 collegi plurinominali a doppio turno. Come previsto dalla legge elettorale politica del 24 settembre 1882, erano eletti al primo turno i candidati che «hanno ottenuto il maggior numero di voti, purché questo numero oltrepassi l'ottavo del numero degli elettori iscritti» (art. 74) secondo il numero di deputati previsto per il collegio; se il numero di eletti era inferiore al numero di deputati, il ballottaggio era tra i non eletti (in numero doppio rispetto ai deputati ancora da eleggere) che avevano il maggior numero di voti (art. 75) ed era eletto chi otteneva il maggior numero di voti nella seconda votazione (art. 77) oppure, in caso di ugual numero di voti, il maggiore d'età (art. 78).
| Partito                    | Partito                    | Candidato                  | Risultati 29 ottobre 1882 | Risultati 29 ottobre 1882 |
| Partito                    | Partito                    | Candidato                  | Voti                      | %                         |
| -------------------------- | -------------------------- | -------------------------- | ------------------------- | ------------------------- |
|                            | —                          | Vincenzo Picardi           | 3 676                     | 53,60                     |
|                            | —                          | Luigi Pellegrino           | 2 902                     | 42,32                     |
|                            | —                          | Ludovico Fulci             | 2 636                     | 38,44                     |
|                            | —                          | Francesco Durante          | 2 489                     | 36,29                     |
|                            | —                          | Simone di Saint Bon        | 2 457                     | 35,83                     |
|                            | —                          | Francesco Perroni Paladini | 2 178                     | 31,76                     |
|                            | —                          | Giovanni Battista Melita   | 1 899                     | 27,69                     |
|                            | —                          | Edoardo Pantano            | 1 741                     | 25,39                     |
|                            | —                          | Giovanni Bovio             | 1 450                     | 21,14                     |
|                            |                            |                            |                           |                           |
| Iscritti                   | Iscritti                   | Iscritti                   | 13 996                    | 100,00                    |
| ↳ Votanti (% su iscritti)  | ↳ Votanti (% su iscritti)  | ↳ Votanti (% su iscritti)  | 6 858                     | 49,00                     |
| ↳ Astenuti (% su iscritti) | ↳ Astenuti (% su iscritti) | ↳ Astenuti (% su iscritti) | 7 138                     | 51,00                     |

Fu annullata l'elezione del deputato Durante il 2 febbraio 1883 per irregolarità avvenute nell'ora della chiusura della votazione in due sezioni dopo che erano stati dalla Giunta delle elezioni ratificati i voti dati all’ammiraglio di Saint-Bon in 2502 e al professore Durante in 2499. Fu indetta un'elezione suppletiva per il 25 febbraio 1883
| Partito                            | Partito                            | Candidato                          | Risultati 25 fehhraio 1883 | Risultati 25 fehhraio 1883 |
| Partito                            | Partito                            | Candidato                          | Voti                       | %                          |
| ---------------------------------- | ---------------------------------- | ---------------------------------- | -------------------------- | -------------------------- |
|                                    | —                                  | Simone di Saint Bon                | 4 484                      | 57,40                      |
|                                    | —                                  | Francesco Durante                  | 3 328                      | 42,60                      |
|                                    |                                    |                                    |                            |                            |
| Iscritti                           | Iscritti                           | Iscritti                           | 14 013                     | 100,00                     |
| ↳ Votanti (% su iscritti)          | ↳ Votanti (% su iscritti)          | ↳ Votanti (% su iscritti)          | 7 902                      | 56,39                      |
| ↳ Voti validi (% su votanti)       | ↳ Voti validi (% su votanti)       | ↳ Voti validi (% su votanti)       | 7 812                      | 98,86                      |
| ↳ Schede non valide (% su votanti) | ↳ Schede non valide (% su votanti) | ↳ Schede non valide (% su votanti) | 90                         | 1,14                       |
| ↳ Astenuti (% su iscritti)         | ↳ Astenuti (% su iscritti)         | ↳ Astenuti (% su iscritti)         | 6 111                      | 43,61                      |

L'onorevole Pellegrino morì il 13 marzo 1883 e fu indetta un'elezione suppletiva per il 22 aprile 1883.
| Partito                            | Partito                            | Candidato                          | Risultati 22 aprile 1883 | Risultati 22 aprile 1883 |
| Partito                            | Partito                            | Candidato                          | Voti                     | %                        |
| ---------------------------------- | ---------------------------------- | ---------------------------------- | ------------------------ | ------------------------ |
|                                    | —                                  | Abele Damiani                      | 4 968                    | 63,35                    |
|                                    | —                                  | Edoardo Pantano                    | 2 874                    | 36,65                    |
|                                    |                                    |                                    |                          |                          |
| Iscritti                           | Iscritti                           | Iscritti                           | 14 013                   | 100,00                   |
| ↳ Votanti (% su iscritti)          | ↳ Votanti (% su iscritti)          | ↳ Votanti (% su iscritti)          | 7 987                    | 57,00                    |
| ↳ Voti validi (% su votanti)       | ↳ Voti validi (% su votanti)       | ↳ Voti validi (% su votanti)       | 7 842                    | 98,18                    |
| ↳ Schede non valide (% su votanti) | ↳ Schede non valide (% su votanti) | ↳ Schede non valide (% su votanti) | 145                      | 1,82                     |
| ↳ Astenuti (% su iscritti)         | ↳ Astenuti (% su iscritti)         | ↳ Astenuti (% su iscritti)         | 6 026                    | 43,00                    |

### XVI legislatura.
Le votazioni si svolsero in 135 collegi plurinominali a doppio turno con la normativa del 1882 (al primo turno un numero di voti maggiore di un ottavo degli iscritti al voto).
| Partito                    | Partito                    | Candidato                  | Risultati 29 maggio 1886 | Risultati 29 maggio 1886 |
| Partito                    | Partito                    | Candidato                  | Voti                     | %                        |
| -------------------------- | -------------------------- | -------------------------- | ------------------------ | ------------------------ |
|                            | —                          | Ludovico Fulci             | 5 694                    | 65,34                    |
|                            | —                          | Francesco Perroni Paladini | 4 099                    | 47,03                    |
|                            | —                          | Vincenzo Picardi           | 4 020                    | 46,13                    |
|                            | —                          | Francesco Zuccaro Floresta | 3 786                    | 43,44                    |
|                            | —                          | Antonino De Leo            | 3 734                    | 42,85                    |
|                            | —                          | Giuseppe Oliva             | 2 564                    | 29,42                    |
|                            | —                          | Ernesto Cianciolo          | 2 427                    | 27,85                    |
|                            | —                          | Giuseppe Orioles           | 2 325                    | 26,68                    |
|                            | —                          | Edoardo Pantano            | 1 554                    | 17,83                    |
|                            | —                          | Simone di Saint Bon        | 439                      | 5,04                     |
|                            |                            |                            |                          |                          |
| Iscritti                   | Iscritti                   | Iscritti                   | 16 926                   | 100,00                   |
| ↳ Votanti (% su iscritti)  | ↳ Votanti (% su iscritti)  | ↳ Votanti (% su iscritti)  | 8 715                    | 51,49                    |
| ↳ Astenuti (% su iscritti) | ↳ Astenuti (% su iscritti) | ↳ Astenuti (% su iscritti) | 8 211                    | 48,51                    |

Non vi fu la proclamazione da parte dell'assemblea dei presidenti del risultato delle elezioni. Nella tornata del 16 giugno 1886 la Camera proclamò e convalidò le elezioni dei deputati Fulci, Perroni Paladini, Picardi e Zuccaro Floresta

### XVII legislatura
Le votazioni si svolsero in 135 collegi plurinominali a doppio turno con la normativa del 1882 (al primo turno un numero di voti maggiore di un ottavo degli iscritti al voto).
| Partito                    | Partito                    | Candidato                     | Risultati 23 novembre 1890 | Risultati 23 novembre 1890 |
| Partito                    | Partito                    | Candidato                     | Voti                       | %                          |
| -------------------------- | -------------------------- | ----------------------------- | -------------------------- | -------------------------- |
|                            | —                          | Francesco Crispi              | 5 449                      | 61,35                      |
|                            | —                          | Silvestro Picardi             | 4 622                      | 52,04                      |
|                            | —                          | Francesco Zuccaro Floresta    | 4 549                      | 51,22                      |
|                            | —                          | Ludovico Fulci                | 4 481                      | 50,45                      |
|                            | —                          | Antonino De Leo               | 3 691                      | 41,56                      |
|                            | —                          | Francesco Perroni Paladini    | 3 577                      | 40,27                      |
|                            | —                          | Giacomo Macrì                 | 2 096                      | 23,60                      |
|                            | —                          | Giovanni Battista Impallomeni | 1 692                      | 19,05                      |
|                            | —                          | Nicolò Petrina                | 292                        | 3,29                       |
|                            | —                          | Matteo Renato Imbriani        | 172                        | 1,94                       |
|                            |                            |                               |                            |                            |
| Iscritti                   | Iscritti                   | Iscritti                      | 16 574                     | 100,00                     |
| ↳ Votanti (% su iscritti)  | ↳ Votanti (% su iscritti)  | ↳ Votanti (% su iscritti)     | 8 882                      | 53,59                      |
| ↳ Astenuti (% su iscritti) | ↳ Astenuti (% su iscritti) | ↳ Astenuti (% su iscritti)    | 7 692                      | 46,41                      |

Il deputato Crispi optò per il collegio di Palermo I l'11 marzo 1891. Fu indetta un'elezione suppletiva per il 12 aprile 1891
| Partito                            | Partito                            | Candidato                          | Risultati 12 aprile 1891 | Risultati 12 aprile 1891 |
| Partito                            | Partito                            | Candidato                          | Voti                     | %                        |
| ---------------------------------- | ---------------------------------- | ---------------------------------- | ------------------------ | ------------------------ |
|                                    | —                                  | Ernesto Cianciolo                  | 4 890                    | 57,49                    |
|                                    | —                                  | Antonino De Leo                    | 3 616                    | 42,51                    |
|                                    |                                    |                                    |                          |                          |
| Iscritti                           | Iscritti                           | Iscritti                           | 16 415                   | 100,00                   |
| ↳ Votanti (% su iscritti)          | ↳ Votanti (% su iscritti)          | ↳ Votanti (% su iscritti)          | 8 646                    | 52,67                    |
| ↳ Voti validi (% su votanti)       | ↳ Voti validi (% su votanti)       | ↳ Voti validi (% su votanti)       | 8 506                    | 98,38                    |
| ↳ Schede non valide (% su votanti) | ↳ Schede non valide (% su votanti) | ↳ Schede non valide (% su votanti) | 140                      | 1,62                     |
| ↳ Astenuti (% su iscritti)         | ↳ Astenuti (% su iscritti)         | ↳ Astenuti (% su iscritti)         | 7 769                    | 47,33                    |

### XVIII legislatura
Le votazioni si svolsero in 508 collegi uninominali a doppio turno. Come previsto dalla legge elettorale politica del 28 giugno 1892, era eletto al primo turno il candidato che «ha ottenuto un numero di voti maggiore del sesto del numero totale degli elettori iscritti nella lista del collegio e più della metà dei suffragi dati dai votanti» escludendo le schede nulle (art. 74). Se nessun candidato era eletto, al ballottaggio tra i due candidati con più voti (art. 75) era eletto chi otteneva il maggior numero di voti oppure, in caso di ugual numero di voti, il maggiore d'età (art. 77).
| Partito                            | Partito                            | Candidato                          | Risultati 6 novembre 1892 | Risultati 6 novembre 1892 |
| Partito                            | Partito                            | Candidato                          | Voti                      | %                         |
| ---------------------------------- | ---------------------------------- | ---------------------------------- | ------------------------- | ------------------------- |
|                                    | —                                  | Ernesto Cianciolo                  | 1 022                     | 51,85                     |
|                                    | —                                  | Antonino De Leo                    | 690                       | 35,01                     |
|                                    | —                                  | Francesco Perroni Paladini         | 259                       | 13,14                     |
|                                    |                                    |                                    |                           |                           |
| Iscritti                           | Iscritti                           | Iscritti                           | 3 900                     | 100,00                    |
| ↳ Votanti (% su iscritti)          | ↳ Votanti (% su iscritti)          | ↳ Votanti (% su iscritti)          | 2 015                     | 51,67                     |
| ↳ Voti validi (% su votanti)       | ↳ Voti validi (% su votanti)       | ↳ Voti validi (% su votanti)       | 1 971                     | 97,82                     |
| ↳ Schede non valide (% su votanti) | ↳ Schede non valide (% su votanti) | ↳ Schede non valide (% su votanti) | 44                        | 2,18                      |
| ↳ Astenuti (% su iscritti)         | ↳ Astenuti (% su iscritti)         | ↳ Astenuti (% su iscritti)         | 1 885                     | 48,33                     |

### XIX legislatura
Le votazioni si svolsero in 508 collegi uninominali a doppio turno con la normativa del 1892 (al primo turno un numero di voti maggiore di un sesto degli iscritti al voto).
| Partito                            | Partito                            | Candidato                          | Risultati 26 maggio 1895 | Risultati 26 maggio 1895 |
| Partito                            | Partito                            | Candidato                          | Voti                     | %                        |
| ---------------------------------- | ---------------------------------- | ---------------------------------- | ------------------------ | ------------------------ |
|                                    | —                                  | Ernesto Cianciolo                  | 844                      | 61,25                    |
|                                    | —                                  | Letterio Grioli                    | 534                      | 38,75                    |
|                                    |                                    |                                    |                          |                          |
| Iscritti                           | Iscritti                           | Iscritti                           | 2 205                    | 100,00                   |
| ↳ Votanti (% su iscritti)          | ↳ Votanti (% su iscritti)          | ↳ Votanti (% su iscritti)          | 1 407                    | 63,81                    |
| ↳ Voti validi (% su votanti)       | ↳ Voti validi (% su votanti)       | ↳ Voti validi (% su votanti)       | 1 378                    | 97,94                    |
| ↳ Schede non valide (% su votanti) | ↳ Schede non valide (% su votanti) | ↳ Schede non valide (% su votanti) | 29                       | 2,06                     |
| ↳ Astenuti (% su iscritti)         | ↳ Astenuti (% su iscritti)         | ↳ Astenuti (% su iscritti)         | 798                      | 36,19                    |

### XX legislatura
Le votazioni si svolsero in 508 collegi uninominali a doppio turno con la normativa del 1892 (al primo turno un numero di voti maggiore di un sesto degli iscritti al voto).
| Partito                            | Partito                            | Candidato                          | Risultati 21 marzo 1897 | Risultati 21 marzo 1897 |
| Partito                            | Partito                            | Candidato                          | Voti                    | %                       |
| ---------------------------------- | ---------------------------------- | ---------------------------------- | ----------------------- | ----------------------- |
|                                    | —                                  | Ernesto Cianciolo                  | 814                     | 60,84                   |
|                                    | —                                  | Giovanni Noè                       | 340                     | 25,41                   |
|                                    | —                                  | Nicolò Petrina                     | 112                     | 8,37                    |
|                                    | —                                  | Giuseppe Orioles                   | 72                      | 5,38                    |
|                                    |                                    |                                    |                         |                         |
| Iscritti                           | Iscritti                           | Iscritti                           | 2 281                   | 100,00                  |
| ↳ Votanti (% su iscritti)          | ↳ Votanti (% su iscritti)          | ↳ Votanti (% su iscritti)          | 1 399                   | 61,33                   |
| ↳ Voti validi (% su votanti)       | ↳ Voti validi (% su votanti)       | ↳ Voti validi (% su votanti)       | 1 338                   | 95,64                   |
| ↳ Schede non valide (% su votanti) | ↳ Schede non valide (% su votanti) | ↳ Schede non valide (% su votanti) | 61                      | 4,36                    |
| ↳ Astenuti (% su iscritti)         | ↳ Astenuti (% su iscritti)         | ↳ Astenuti (% su iscritti)         | 882                     | 38,67                   |

### XXI legislatura
Le votazioni si svolsero in 508 collegi uninominali a doppio turno con la normativa del 1892 (al primo turno un numero di voti maggiore di un sesto degli iscritti al voto).

### XXII legislatura
Le votazioni si svolsero in 508 collegi uninominali a doppio turno con la normativa del 1892 (al primo turno un numero di voti maggiore di un sesto degli iscritti al voto).

### XXIII legislatura
Le votazioni si svolsero in 508 collegi uninominali a doppio turno con la normativa del 1892 (al primo turno un numero di voti maggiore di un sesto degli iscritti al voto).

### XXIV legislatura
Le votazioni si svolsero negli stessi 508 collegi uninominali già esistenti ma, come previsto dal regio decreto del 26 giugno 1913, era eletto al primo turno il candidato che «ha ottenuto un numero di voti maggiore del decimo del numero totale degli elettori del collegio e più della metà dei suffragi dati dai votanti» escludendo le schede nulle (art. 91). Se nessun candidato era eletto, al ballottaggio tra i due candidati con più voti (art. 92) era eletto chi otteneva il maggior numero di voti oppure, in caso di ugual numero di voti, il maggiore d'età (art. 93).

### XXV legislatura
Le votazioni si svolsero in 54 collegi di lista. Come previsto dal regio decreto del 2 settembre 1919, il numero di eletti per ogni lista era calcolato sulla base dei voti di lista e sul numero di voti dei candidati al di fuori della propria lista; la graduatoria tra i candidati era calcolata sommando i voti di lista e i propri voti di preferenza sia nella lista sia fuori dalla lista (art. 84).